# فريدريك بيترسن (رسام)
فريدريك بيترسن (بالنرويجية البوكمول: Frederik Petersen)‏ هو رسام نرويجي، ولد في 9 نوفمبر 1759 في Ringebu ‏ في النرويج، وتوفي في 22 أغسطس 1825 في درامن في النرويج.